# Big Red Boat III
Le Big Red Boat III est un navire de croisière, construit en 1961.
Il a successivement porté le nom de :
- RMS Transvaal Castle[1] (Union-Castle Line)
- S.A. Vaal (Safmarine)
- Festivale (Carnival Cruise Lines)
- SS Island Breeze (Dolphin Cruise Lines)
- SS Big Red Boat III[2] (Premier Cruise Lines)
- Big Boat

## RMSTransvaal Castle
Après la Seconde Guerre mondiale, l'Union-Castle Line, qui était sortie de cette période avec une flotte à peu près intacte [réf. nécessaire], se vit aider par un plan d'aide à la construction navale du gouvernement britannique, ayant compris deux vagues (1948-1952 et 1959-1962), visant à soutenir l'immigration et à renforcer la compétition avec les armateurs grecs. Le RMS Transvaal Castle fut le troisième navire commandé en trois ans par l'Union-Castle Line pour la ligne vers l'Afrique du Sud. Le premier, le Pendennis Castle, est un navire à passager comprenant deux classes. Le second, le Windsor Castle, est le plus grand navire à passagers construit par l'Union-Castle.
Ce troisième navire, de 32 697 tonness de jauge brute pour une longueur de 760 pieds pouvant atteindre 22½ nœuds grâce à des turbines Parsons d'une puissance totale de 44 000 shp transportant 728 passagers, introduit un nouveau concept dans les navires à passagers. C'est le dernier navire transportant des passagers qui fut construit pour l'Union-Castle Line. Il supprime les barrières entre les classes. Le passager paye pour le type de cabine qu'il choisit. À part cela, il accède à tous les services disponibles sur le bateau sans aucune barrière. L'objectif est d'augmenter le nombre de cabines sur le bateau par rapport à d'autres navires classiques ayant deux ou trois classes. Avec la création de ce nouveau concept, un nouveau terme fut créé : ship hotel (navire hôtel).
Le navire fut construit aux chantiers John Brown & Company à Clydebank. Mais la création d'un grand navire de ce type fit appel à des usines du pays entier : 
- la machine réfrigérante, qui servait à la fois à conserver la nourriture des passagers qu'a la conservation des denrées périssables transportées vers l'Afrique du Sud, fut construite à Dartford dans le Kent,
- le sonar et les canots de survie furent construits à Glasgow,
- le mécanisme actionnant les panneaux fermant les cales, qui permirent d'accélérer le chargement et déchargement des produits transportés par le navire, fut construit à Whitley Bay,
- les génératrices électriques furent réalisées à Sandwich,
- l'équipement pour la cuisine vint de Liverpool,
- les passementeries pour le mobilier vinrent de Dundee,
- les pales des hélices vinrent de Birkenhead,
- le câble électrique a été préparé à Leigh dans le Lancashire.
- les tapis ont été tissés à Durham,
- le mobilier a été réalisé à Londres et à Bridgend en Galles du Sud,

D'autre part, pour sa décoration il fut fait appel à une équipe sous la direction de Bernard Cayzer, Jean Munro et Tom Parr qui eurent chacun la responsabilité du décor d'une partie du bateau. Il fut fait appel à des artistes pour la réalisation des fresques murales : Félix Kelly pour la salle à manger, Sidney Smith pour la salle de réunion et Jon Bannenberg pour la salle d'Or.
Un nouveau navire, un nouveau concept, il y eut également une première sur un navire de transport de passagers britanniques : l'introduction de personnel féminin pour servir dans la salle à manger. Un nouveau nom fut créé Stewardettes et un costume fut créé par Hardy Amies spécialement pour elles. Il convient de ne pas confondre ces Stewardettes avec les hôtesses existant depuis longtemps sur les navires britanniques.
Son port d'attache fut Southampton.
Le 18 janvier 1962, il quitta Southampton pour son voyage inaugural qui allait lui devenir familier : Las Palmas de Gran Canaria, Le Cap, Port Elizabeth, East London et Durban, retour par la même route à Southampton avant de repartir. Il lui fallait 13 jours et demi pour effectuer le trajet Southampton-Durban

## S.A. Vaal
Après avoir quitté le Commonwealth, Pretoria décida d'accroitre la marine marchande sud africaine. Fin 1965, le gouvernement annonça donc qu'il désirait avoir une part du trafic sur la ligne reliant la Grande-Bretagne à l'Afrique du Sud. Aussi, South African Marine Corporation acquit les RMS Pretoria Castle et Transvaal Castle. En décembre, ce dernier fut repeint avec sa nouvelle livrée et en janvier 1966, il fut rebaptisé SA Vaal par madame CR Swart, femme du premier président de la République d'Afrique du Sud. À part cela, l'équipage précédent de l'Union-Castle Line continua à exploiter le navire comme avant.
Trois ans plus tard, le port d'attache du bateau a été modifié afin de devenir Le Cap et le drapeau d'Afrique du Sud fut hissé lors d'une cérémonie dirigée par le Président de l'État Sud-Africain. Il continua à exploiter la même ligne.
Au milieu des années 1970, l'exploitation de la ligne Southampton-Durban coutant trop cher l'Union-Castle et Safmarine s'accordèrent pour fermer la ligne. Sur tous les navires exploitant cette ligne, un seul continua l'exploitation,  le SA Vaal.
Le 10 octobre 1977, il termina son dernier voyage à Southampton et fut vendu Carnival Cruise Lines.

## Festivale
À la suite du premier choc pétrolier de 1973 et de la difficulté qu'il a entrainée pour les liners, le SA Vaal fut vendu en 1977 à Carnival Corporation. Il subit de profonde transformations qui portèrent sa jauge brute à 38 175 tonnes et le nombre de passagers peut être porté à 1 400 dans un chantier naval à Kobe au Japon pour un montant de 30 millions de $US. Il fut alors rebaptisé Festivale. Ce fun ship, a également été complètement redécoré intérieurement par l'architecte/designer Joseph Farcus qui donna le style des navires de Carnival Group.
Il reprit son service en octobre 1978 depuis Miami, pour des croisières dans les Caraïbes, en partenariat avec les paquebots de l'ex-Canadien Pacifique TSS Mardi Gras et Carnaval, révolutionnant ainsi l'industrie des croisières. Il fut, à cette époque, le plus grand navire à passagers basé en Floride et l'un des plus grands navires de croisière dans le monde.

## SSIsland Breeze
L'objectif du plan de construction de navires de croisières de Carnival Cruise Lines étant atteint, le Festivale fut vendu à Dolphin Cruise Line. Un accord fut signé le 18 décembre 1995 stipulant que le navire continuerait ses croisières de 7 jours vers les Caraïbes dès le voyage démarrant le 21 avril 1996. Le Festivale fut rebaptisé Island Breeze. Cette compagnie s'unit plus tard à Seawind Cruise Line afin de former Premier Cruises qui reprit le navire. Il fut affrété par UK Holliday, une compagnie de Thomson Cruises durant la fin des années 1990.
En août 1996, il effectua une croisière, avec un autre navire le Royal Majesty, lors de la tentative de récupération d'une partie de la coque du Titanic. À cette croisière participa Edith Brown Haisman une des survivantes du Titanic qui avait alors 99 ans.

## SSBig Red Boat III
En 2000, il fut entièrement repeint en rouge et renommé Big Red Boat III pour réaliser des croisière à partir du Texas. 
Mais, à la suite de la faillite de Premier Cruises en 2000, il fut abandonné à Freeport.
Propriété de DLJ Capital Fund aux Bahamas, il fut vendu 16 millions de dollars à un acheteur inconnu en janvier 2001, et resta abandonné à Freeport. Il fut vendu pour 3 millions de dollars en février 2003 à une entreprise de démolition navale indienne

## Big Boat
Le 4 juin 2003, Big Red Boat III, naviguant sous le nom de Big Boat, partit de Freeport et fit route vers une entreprise de démolition navale le Ashish Ship Breaking à Alang, Inde, via Gibraltar. Cela lui valut la mauvaise distinction d'être le premier liner de Carnival Cruise à être mis au rebut. Lorsqu'il arriva à Alang, au 13 juillet, il s'agissait du plus grand navire à passagers jamais détruit en Inde.

## Des objets du navire
À la suite du démantèlement du navire, un certain nombre d'objets furent vendus et dispersés. Nous pouvons en trouver trace sur internet. En voici quelques exemples :
- une roue en bronze[6],